# Francesco Chiesa
Francesco Chiesa (ur. 5 lipca 1871 w Sagno, Mendrisio, zm. 10 czerwca 1973 w Lugano) – pisarz szwajcarski pochodzenia włoskiego.
Tworzył w języku włoskim powieści i opowiadania z elementami autobiograficznymi oraz cykle sonetów i publicystykę. W 1928 roku otrzymał szwajcarską nagrodę literacką Grosser Schillerpreis.